# Rijnbond (1806)

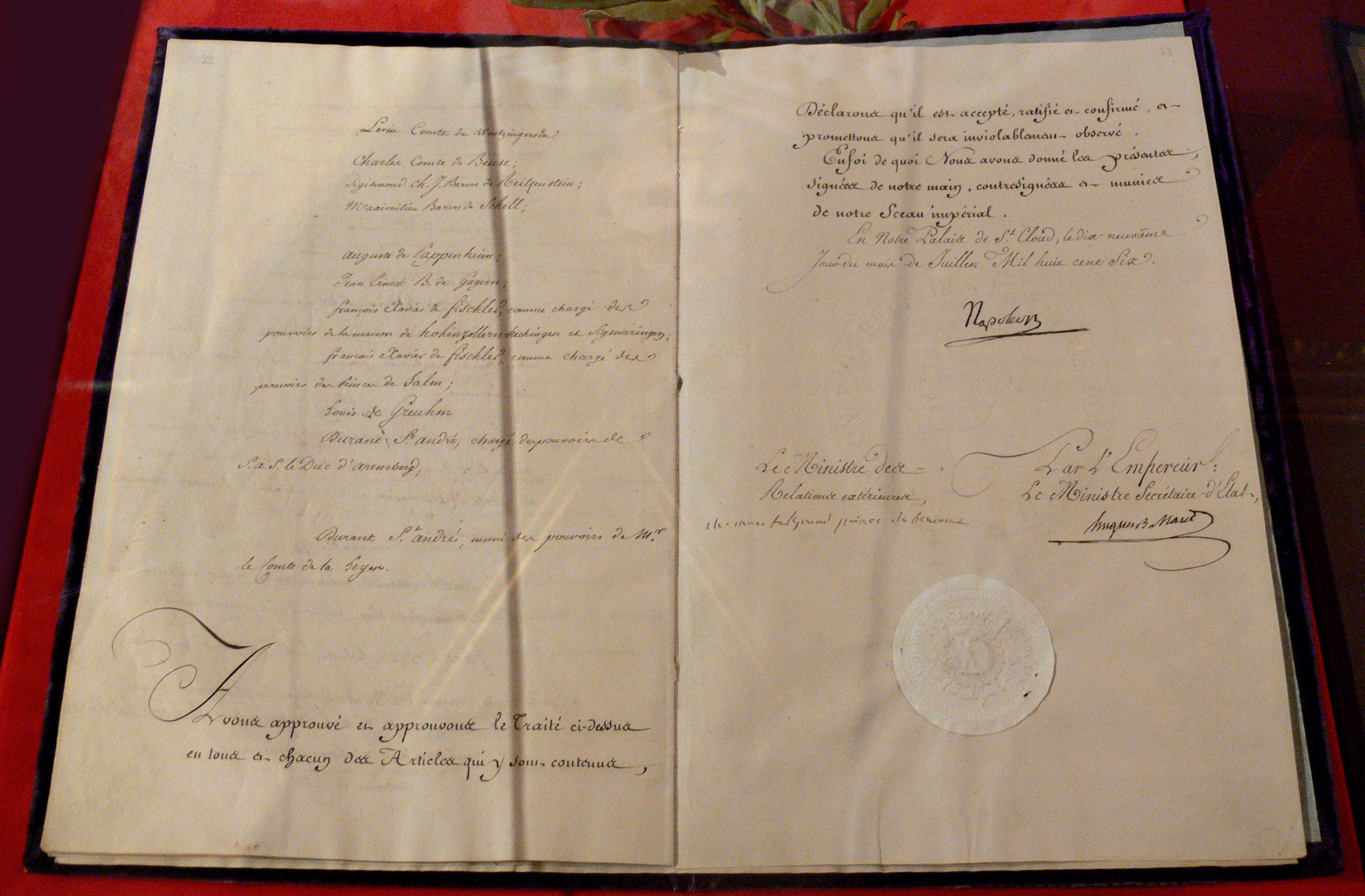
De Rijnbondakte van 1806

De Rijnbond (Duits: Rheinbund; Frans: États confédérés du Rhin, officieel de "Geconfedereerde Staten van de Rijn", maar in de praktijk Confédération du Rhin) was een confederatie van vazalstaten van het Eerste Franse Keizerrijk. De confederatie werd aanvankelijk gesticht uit 16 Duitse staten door Napoleon, nadat deze keizer Frans II en Alexander I van Rusland had verslagen in de Slag bij Austerlitz. De Vrede van Presburg trad in werking en leidde tot de vorming van de Rijnbond, die van 1806 tot 1813 zou bestaan.
De leden van de Rijnbond waren Duitse vorsten van het Heilige Roomse Rijk. Er kwamen later 19 andere vorsten bij. Samen regeerden ze in totaal over meer dan 15 miljoen onderdanen, waardoor het zo in een belangrijk strategisch voordeel voorzag voor het Franse Keizerrijk aan zijn oostfront.

## Betekenis
Met het ondertekenen van de Rijnbondakte verlieten aanvankelijk zestien Zuid- en West-Duitse staten formeel het Heilige Roomse Rijk en vormden de Rijnbond met Napoleon als beschermheer. Enige dagen later legde Frans II, die al in 1804 de titel keizer van Oostenrijk had aangenomen, het keizerschap van het Heilige Roomse Rijk neer. Later sloten zich nog 23 Duitse staten bij de Rijnbond aan, zodat alleen nog Oostenrijk, Pruisen, Brunswijk, Fulda, Hessen-Kassel, Deens Holstein en Zweeds Pommeren zich afzijdig hielden. Verder werden een aantal bezette gebieden door Frankrijk bestuurd, zoals de hanzesteden Hamburg, Lübeck en Bremen.
Hoewel hij ook als middel tot onderdrukking is te zien bracht de Rijnbond de Duitse landen grote moderniseringen op het gebied van recht, regering en economie.

## Belangrijkste artikelen Rijnbondakte

Structuur van de beoogde confederatie volgens de Rijnbondakte

- Artikel 1 vermeldde de ondertekenaars.
- Artikel 3 regelde de uittreding van de ondertekenaars uit het Heilige Roomse Rijk.
- Artikel 4 en 5 regelden de nieuwe titels van een aantal staten.
- Artikel 6 t/m 12 vormden een soort grondwet. De Bondsdag te Frankfurt die uit twee colleges zou bestaan kwam nooit bijeen. Het college der koningen zou bestaan uit de koningen en de groothertogen onder voorzitterschap van de vorst-primaat. Het college der vorsten zou bestaan uit de hertogen en vorsten onder voorzitterschap van de hertog van Nassau. Van deze plannen lukte echter niets door het streven naar onbeperkte soevereiniteit van (vooral de grotere) staten.
- Artikel 13 t/m 23 regelde een aantal territoriale kwesties tussen de staten onderling. Daarbij werden ook de laatste geestelijke staten opgeheven: de commanderijen van de Duitse Orde en de Maltezer Orde.
- Artikel 24 regelde de mediatisering. Vele tot dan toe zelfstandige graafschappen en vorstendommen werden onder soevereiniteit van de staten van de Rijnbond gesteld. De lagere bevoegdheden bleven voor deze vorsten behouden.
- Artikel 25 regelde de inlijving van de gebieden van de rijksridderschap.
- Artikel 29 regelde de financiële afwikkeling van de opgeheven kreitsen.
- Artikel 34 t/m 38 regelde de militaire verplichtingen. Dit was voor Napoleon het belangrijkste. De Rijnbond was in wezen militair van aard en vormde een staatkundig middel waarin de afhankelijkheid van de Duitse staten van Napoleon werd geregeld.

## Leden
Tot de Rijnbond traden toe bij de oprichting:
1. de koning van Beieren
2. de koning van Württemberg
3. de keurvorst-aartskanselier (nieuwe titel: vorst-primaat)
4. de keurvorst van Baden (nieuwe titel: groothertog)
5. de hertog van Kleef en Berg (nieuwe titel groothertog)
6. de landgraaf van Hessen-Darmstadt (nieuwe titel: groothertog)
7. de vorst van Nassau-Usingen (nieuwe titel: hertog)
8. de vorst van Nassau-Weilburg
9. de vorst van Hohenzollern-Hechingen
10. de vorst van Hohenzollern-Sigmaringen
11. de vorst van Salm-Salm
12. de vorst van Liechtenstein
13. de graaf von der Leyen (nieuwe titel: vorst)

Later traden toe:
1. de vorst van Salm-Kyrburg, die samen met de vorst van Salm-Salm het vorstendom Salm regeerden
2. de vorst van Isenburg-Birstein
3. de hertog van Arenberg
4. de keurvorst van Würzburg (verdrag van 25 september 1806, nieuwe titel: aartshertog-groothertog)
5. de keurvorst van Saksen (verdrag van 11 december 1806, nieuwe titel: koning)
6. de hertog van Saksen-Weimar-Eisenach (verdrag van 15 december 1806)
7. de hertog van Saksen-Gotha-Altenburg (verdrag van 15 december 1806)
8. de hertog van Saksen-Meiningen (verdrag van 15 december 1806)
9. de hertog van Saksen-Hildburghausen (verdrag van 15 december 1806)
10. de hertog van Saksen-Coburg-Saalfeld (verdrag van 15 december 1806)
11. de vorst van Anhalt-Dessau (verdrag van 18 april 1807, nieuwe titel: hertog)
12. de hertog van Anhalt-Bernburg (verdrag van 18 april 1807)
13. de vorst van Anhalt-Köthen (verdrag van 18 april 1807, nieuwe titel: hertog)
14. de vorst van Lippe (verdrag van 18 april 1807)
15. de graaf van Schaumburg-Lippe (verdrag van 18 april 1807, nieuwe titel: vorst)
16. de vorst van Reuss-Greiz (verdrag van 18 april 1807)
17. de vorst van Reuss-Schleiz (verdrag van 18 april 1807)
18. de vorst van Reuss-Lobenstein (verdrag van 18 april 1807)
19. de vorst van Reuss-Ebersdorf (verdrag van 18 april 1807)
20. de vorst van Schwarzburg-Rudolstadt (verdrag van 18 april 1807)
21. de vorst van Schwarzburg-Sondershausen (verdrag van 18 april 1807)
22. de vorst van Waldeck (verdrag van 18 april 1807)
23. de koning van Westfalen (constitutie van 15 november/7 december 1807)
24. de hertog van Mecklenburg-Strelitz (verdrag van 10 februari 1808)
25. de hertog van Mecklenburg-Schwerin (verdrag van 22 maart 1808)
26. de hertog van Oldenburg (verdrag van 14 oktober 1808)

De Rijnbond was hiermee op zijn grootst en omvatte toen vier koninkrijken, vijf groothertogdommen, dertien hertogdommen en zeventien vorstendommen.

## Einde van de Rijnbond
In 1810 werden grote delen van Noordwest-Duitsland echter bij Frankrijk ingelijfd. Dit betrof gebieden die al onder Frans bestuur stonden, zoals de Hanzesteden, maar ook delen van Rijnbondstaten. Napoleon, die beschermheer was van de Rijnbond, handelde daarmee in strijd met de Rijnbondakte van 1806. De vorsten van Salm, Frederik IV van Salm-Kyrburg en Constantijn Alexander van Salm-Salm en de hertog van Arenberg verloren hun soevereiniteit en de hertog van Oldenburg vrijwel zijn gehele land. In 1810 werd de staat van de vorst-primaat omgezet in het groothertogdom Frankfurt.
Na de Franse nederlaag in de Slag bij Leipzig in 1813 viel de bond uiteen, doordat de meeste Rijnbondstaten zich bij de geallieerden aansloten. Uiteindelijk werden van de Rijnbondstaten alleen Saksen, Westfalen, Berg, Isenburg en von der Leyen door Rusland, Oostenrijk en Pruisen als vijandelijk gebied beschouwd.

## Kaarten

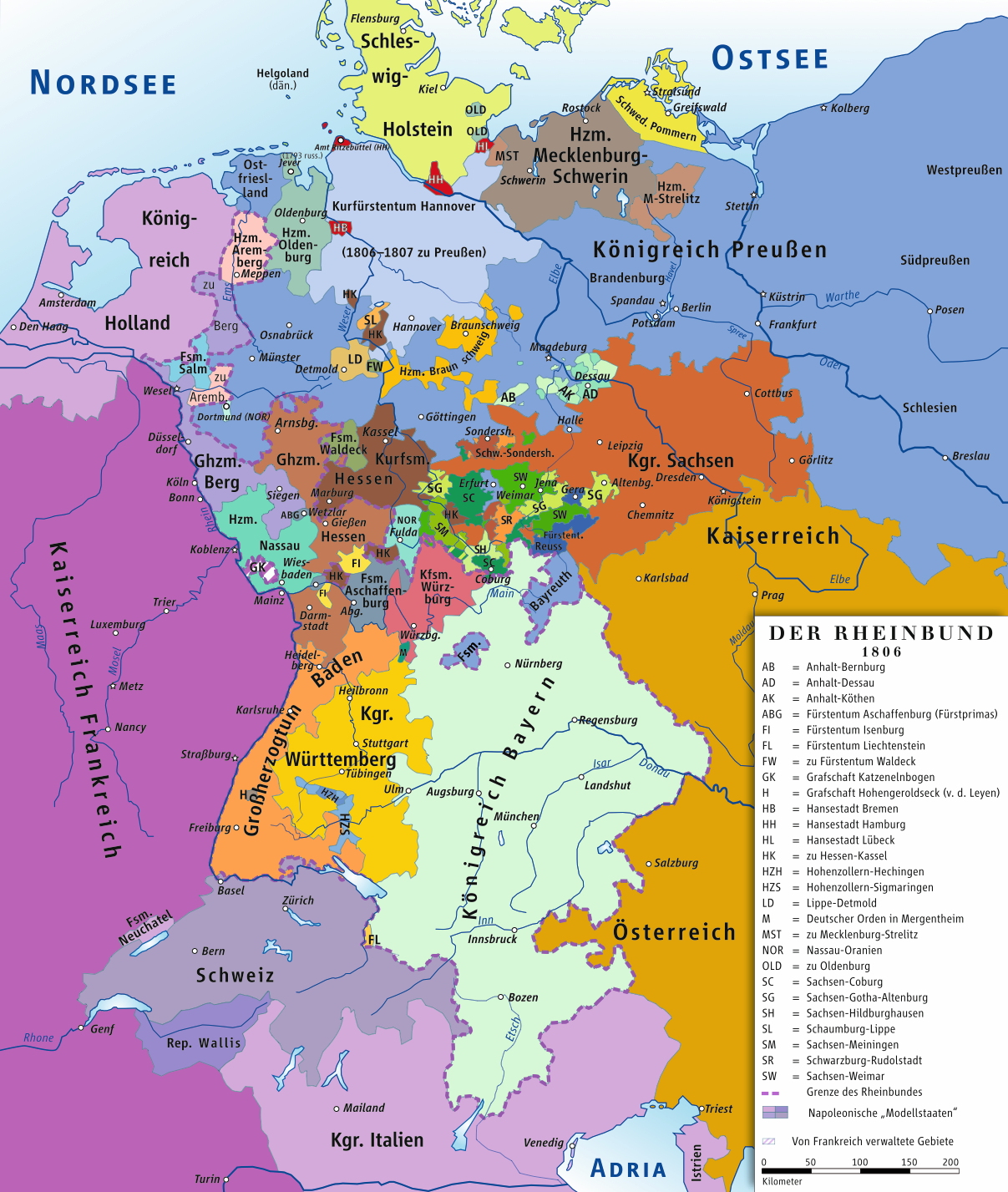
1806
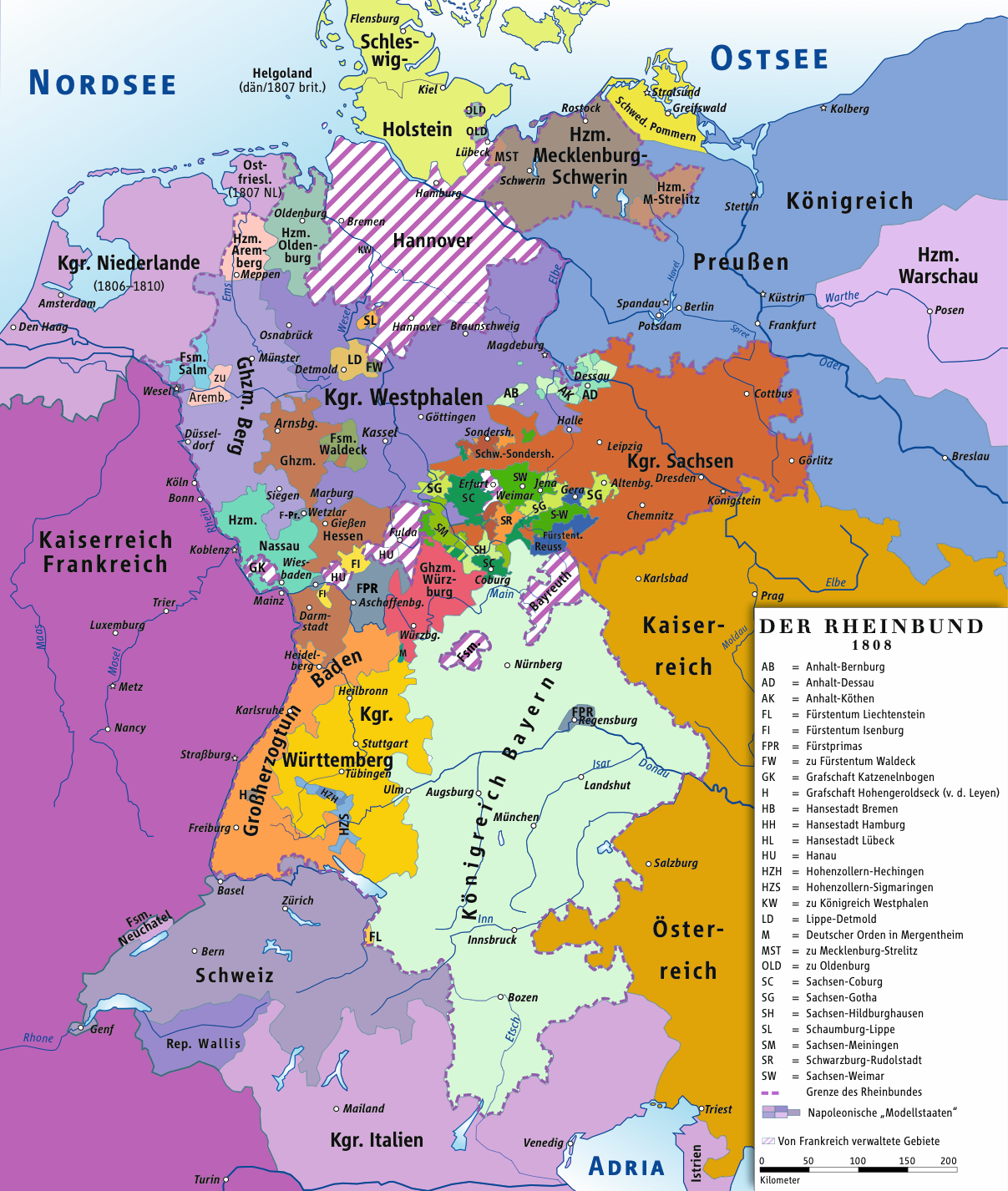
1808
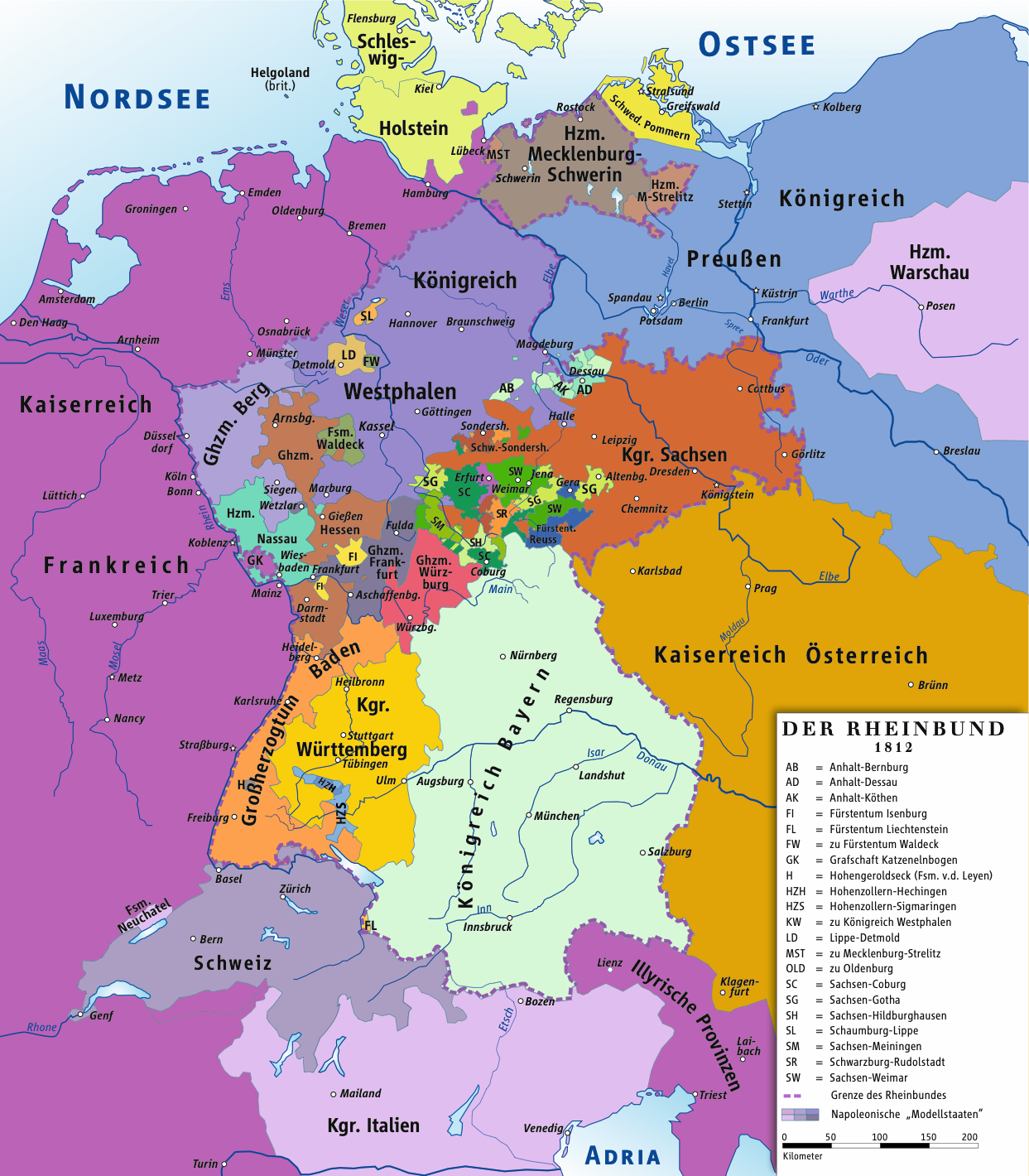
1812
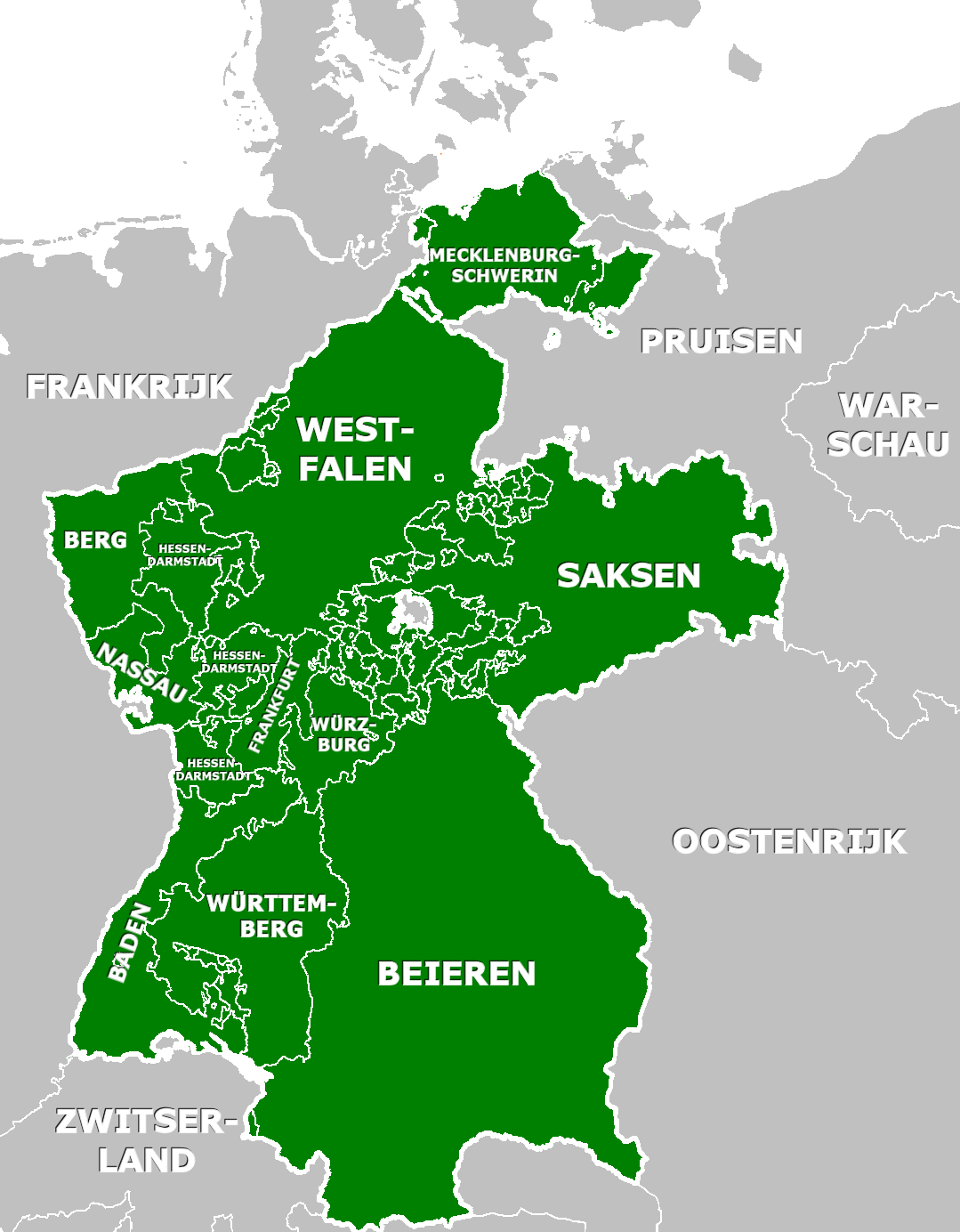
Rijnbondstaten in 1812